# SWLABR
„SWLABR“ je skladba britské skupiny Cream z alba Disraeli Gears vydaného v prosinci roku 1967. Později byla tato skladba vydána na B straně singlu „Sunshine of Your Love“ a na mnoha dalších kompilacích. Text písně napsal Pete Brown a hudbu složil Jack Bruce.
Název písně „SWLABR“ je v podstatě zkratkou slov "She Was Like A Bearded Rainbow".